# Eula (Berga-Wünschendorf)
Eula ist ein Weiler der Stadt Berga-Wünschendorf im Landkreis Greiz in Thüringen.

## Lage
Östlich der Weißen Elster liegt am Rande eines Hochplateaus des Thüringer Schiefergebirges zur Elsterniederung der Weiler Eula an der westlichen Seite der Anhöhe. Das Dorf ist über die Kreisstraße und eine Verbindungsstraße erreichbar. Das Gelände der Flur ist kupiert. Die Hänge zum Fluss sind bewaldet.

## Geschichte
100 Personen besiedeln den erstmals 1378 urkundlich genannten Weiler.